# Jürgen Bräcklein
Jürgen Bräcklein (* 27. Januar 1938 in Eisleben; † 8. Mai 2015 in Braunschweig) war ein deutscher Jurist und Politiker (SPD) und von 1989 bis 2001 Oberstadtdirektor von Braunschweig.

## Leben
Bräcklein, Sohn eines Schulrektors, wuchs in Eisleben auf. Nach Ende des Zweiten Weltkrieges siedelte die Familie nach Helmstedt über, wo er im Jahr 1958 das Abitur am Gymnasium Julianum ablegte. Anschließend studierte er Jura an den Universitäten Göttingen, Bonn und Köln. Er wurde Mitglied der Jenaischen Burschenschaft Germania zu Göttingen. Im Jahr 1965 wurde er in Köln mit der Arbeit Das Staatsbild Ernst Jüngers im Wandel seines Werkes promoviert.
Im Jahr 1967 begann Bräcklein seine Arbeit in der Bezirksregierung Braunschweig und wechselte im Jahr darauf zum Landkreis Braunschweig, dem er bis zu dessen Auflösung 1974 angehörte; zuletzt als Stellvertreter des Oberkreisdirektors. Anschließend wechselte er als Stellvertreter des Verbandsdirektors zum im Jahr 1974 gegründeten Großraumverband Braunschweig. Nach dessen Auflösung 1978 arbeitete er kurzzeitig als Rechtsanwalt. 1980 übernahm er die Braunschweiger Stadtkämmerei.
Im Jahr 1989 schließlich wurde Bräcklein zum Oberstadtdirektor gewählt. Er bekleidete das Amt als letzter über eine volle Amtszeit bis zur Eingleisigkeit von Oberstadtdirektor und Oberbürgermeister in Braunschweig im Jahre 2001. Bis zu diesem Jahr waren beide Ämter getrennt gewesen. In dieser Funktion war Bräcklein unter anderem für die Gründung der Technologiepark Braunschweig GmbH mit dem Ziel der Ansiedelung von Hochtechnologie- und Biotechnologieunternehmen verantwortlich. Nach Mauerfall und Wende 1989 unterstützte Bräcklein die Braunschweiger Partnerstadt Magdeburg beim Aufbau einer modernen Verwaltung.
Wichtige kulturpolitische Entscheidungen, die in seine Amtszeit fielen, waren unter anderem: 1991 der Wiederaufbau der kriegszerstörten Alten Waage am Wollmarkt, im Jahr 1995 die Niedersächsische Landesausstellung Heinrich der Löwe und seine Zeit. Herrschaft und Repräsentation der Welfen 1125–1235; 1999 der Bau der Volkswagen-Halle, im Jahr 2000 die Veranstaltung des ersten Lichtparcours, das erste Burgplatz Open Air sowie die Errichtung des Cimiotti-Brunnens 2001 vor dem Staatstheater Braunschweig.

## Publikationen
- Das Staatsbild Ernst Jüngers im Wandel seines Werkes. Gouder u. Hansen, Köln 1965, OCLC 470825279.
- Das Stadtarchiv Braunschweig als Stätte der Geschichtsforschung. Stadtarchiv, Braunschweig 1995, OCLC 246013906.